# Пучина (пьеса)
«Пучина» — пьеса («сцены из московской жизни») Александра Островского. Написана в 1865 году. Опубликована в январе 1866 года в газете «Санкт-Петербургские ведомости». Впервые поставлена 8 (20) апреля 1866 года в Москве, в Малом театре.

## Действующие лица
- Кирилл Филиппыч Кисельников, молодой человек, 22 года.
- Антон Антоныч Погуляев, студент, кончивший курс, 21 год.
- Пуд Кузьмич Боровцов, купец, 40 лет.
- Дарья Ивановна, жена его.
- Глафира Пудовна, их дочь, 18 лет.
- Луп Лупыч Переярков, чиновник.
- Ион Ионович Турунтаев, военный в отставке.
- Гуляющие обоего пола.
- Лизанька, дочь Кисельниковых.
- Аксинья, кухарка Кисельникова.
- Неизвестный.

## Экранизации
- 1958 — Пучина
- 1976 — Пучина